# Bartosz Mikos
Bartosz Mikos (ur. 8 marca 1980 w Kielcach) – polski łucznik, olimpijczyk z Sydney. Syn Stanisława i Barbary (z d. Peczela).
Należał do klubu sportowego Stella Kielce. Jego trenerami byli: Wiktor Pyk (klubowy) i Anatolij Jegorow (kadry).
W 2000 ukończył Technikum Drogowe w Kielcach. Ukończył także kursy trenerskie i przeniósł się do klubu Marymont Warszawa.
W roku 2002 został ukarany półtoraroczną dyskwalifikacją i wykluczeniem z kadry narodowej na dwa lata za doping.

## Osiągnięcia sportowe
- 1999 – 19. miejsce Mistrzostw Świata, Riom, Francja (indywidualnie);
- 1999 – złoty medal Mistrzostw Polski seniorów (indywidualnie);
- 2000 – 23. miejsce (49. w rundzie eliminacyjnej) podczas Igrzysk Olimpijskich w Sydney (wielobój indywidualny);
- 2001 – 4. miejsce Halowych Mistrzostw Świata, Florencja (drużynowo);
- 2001 – 22. miejsce Halowych Mistrzostw Świata, Florencja (indywidualnie);
- 2001 – 53. miejsce Mistrzostw Świata, Pekin (indywidualnie);
- 2001 – 15. miejsce Mistrzostw Świata, Pekin (drużynowo);
- 2002 – brązowy medal Pucharu Europy, Erlangen (drużynowo – razem ze Zbigniewem Stanieczkiem i Rafałem Cwajną oraz Jackiem Prociem)[3];
- 2002 – 27. miejsce Pucharu Europy, Erlangen (indywidualnie)[3];
- 2002 – 7. miejsce Mistrzostw Europy w Finlandii (drużynowo)[4].